# وارن زائیر-امری
وارن زائیر-امری (زاده ۸ مارس ۲۰۰۶) یک بازیکن فوتبال اهل فرانسه است. وی به عنوان هافبک برای باشگاه فوتبال پاری سن ژرمن در لیگ ۱ بازی می‌کند.

## افتخارات

### باشگاهی
پاری سن ژرمن
- لیگ ۱(۳): ۲۳–۲۰۲۲، ۲۴–۲۰۲۳، ۲۵–۲۰۲۴
- جام حذفی فوتبال فرانسه(۲): ۲۴–۲۰۲۳، ۲۵–۲۰۲۴
- سوپر جام فوتبال فرانسه(۲): ۲۰۲۳، ۲۰۲۴
- لیگ قهرمانان اروپا(۱): ۲۵–۲۰۲۴
- سوپر جام اروپا(۱): ۲۰۲۵